# L'aratro di Topolino
L'aratro di Topolino (The Plowboy) è un cortometraggio animato del 1929 della serie Mickey Mouse diretto da Walt Disney, uscito negli Stati Uniti il 28 giugno 1929; è l'undicesimo della serie di cortometraggi di Topolino.

## Trama
Topolino è un agricoltore che selcia un campo aiutato da Orazio con l'aratro, Minnie passeggia con Clarabella suonando la chitarra. I due s'incontrano e Topolino si propone di mungere la mucca, ma poi inaspettatamente dà un bacio a Minnie che, arrabbiata, gli tira in testa un secchio d'acqua e se ne va.
Mortificato Topolino torna ad arare il campo ma una vespa punge Orazio che si dà alla pazza fuga trascinandosi dietro il povero agricoltore. Alla fine Topolino e Orazio vedono il loro aratro distrutto e così decidono di rimpiazzarlo con un maiale.